# Hôtel de Courbouzon
L'hôtel de Courbouzon est un hôtel particulier situé à Besançon dans le département français du Doubs (région Bourgogne-Franche-Comté).

## Localisation
L'édifice est situé au 20 rue Chifflet dans le secteur de La Boucle de Besançon. Les salles sont utilisées, depuis 1958, par la faculté des lettres et sciences humaines.

## Histoire
En 1744 l'hôtel est construit par l'architecte bisontin Jean-Charles Colombot  pour Claude-François Boquet de Courbouzon. L'édifice a été construit sur une partie de terrain acheté par le père du destinataire, Claude-Antoine de Courbouzon, l'autre partie du terrain ayant servi à la construction de son propre hôtel, l'hôtel de Courbouzon-Villefrançon.
En 1958, le bâtiment, ainsi que l'hôtel de Courbouzon-Villefrançon attenant ont été achetés par l'État pour étendre la faculté de lettres et de sciences humaines.
L'escalier intérieur avec sa rampe en fer forgé et sa cage, l'antichambre au premier étage, le grand salon et le bureau avec leur décor au premier étage font l’objet d’un classement au titre des monuments historiques depuis le 11 juillet 1984.
Les façades et toitures sur rue et sur cour font l’objet d’une inscription au titre des monuments historiques depuis le 11 juillet 1984.

## Architecture et décorations
L'hôtel renferme trois tableaux représentant des portraits. Ces tableaux sont tous trois inscrits à titre objet des monuments historiques le 30 août 1984. Le premier tableau du XIXe siècle représente Mr Courvoisier, les deux autres tableaux datent du XVIIIe siècle,.
Dans le grand salon de l'hôtel, enchâssé dans la boiserie du mur de droite, un portrait équestre d'apparat de Louis XIV, datant de 1679, a été installé ici vers 1830. C'est le peintre René-Antoine Houasse qui a réalisé la version originale de ce célèbre tableau du roi à cheval devant un champ de bataille, d'après un carton de Le Brun de 1674. Détenue par le musée du Louvre (depuis 1785), cette version est en dépôt au musée des Beaux-Arts d'Arras depuis 1951. Outre le modèle de Besançon, d'autres versions postérieures identiques, de grand format, ont été réalisées, par Houasse ou son atelier, visibles actuellement à Versailles (château), Vaux-le-Vicomte (château) et au musée des arts anciens de Lisbonne. Des peintures, en format réduit, ont également été produites.

## Galerie

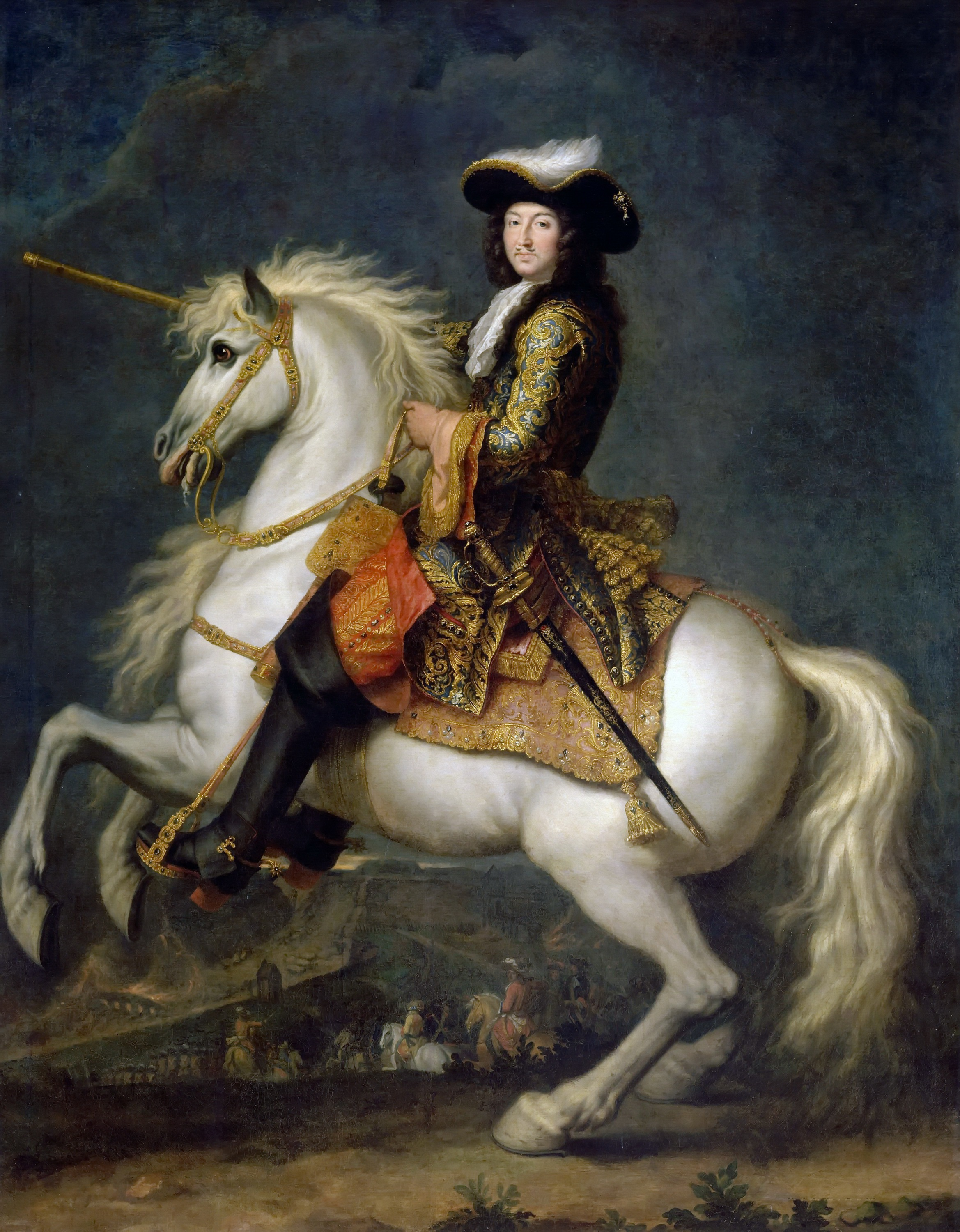
Exemplaire versaillais de la peinture équestre de Louis XIV par Houasse